# Takács Árpád
Takács Árpád (Gyula, 1972. június 7. –) Békés vármegye főispánja, egykori tűzoltó dandártábornok, út-hídépítő mérnök, jogász, katasztrófa- és tűzvédelmi szervező, vadgazdálkodási igazgatási szakmérnök.

## Tanulmányai
Középiskolai tanulmányait Szegeden végezte. 1993-ban, a Kossuth Lajos Katonai Főiskolán út-hídépítő mérnök diplomát, majd 2005-ben az ELTE Állam- és Jogtudományi Karán doktori diplomát szerzett. Ezek mellett katasztrófa- és tűzvédelmi szervező, ENSZ INSARAG mentésvezető vizsgát, valamint tűzszerész vizsgát is tett. 2024-ben a Szegedi Tudományegyetem Mezőgazdasági Karán vadgazdálkodási igazgatási szakmérnök oklevelet szerzett. 

## Pályafutása
Több mint negyedszázados szakmai tapasztalattal, rendvédelmi, közigazgatási vezetői gyakorlattal rendelkezik. 1993-tól 2017 februárjáig a Magyar Honvédségnél, a polgári védelemnél és a katasztrófavédelem kötelékében teljesített szolgálatot. Számos hazai és külföldi katasztrófa helyszínén vett részt mentésirányítóként. 1997 júliusában az árvíz sújtotta Lengyelországban a mozgó összekötő csoport tagjaként, 1999 augusztusában a törökországi földrengés után İzmit városban a magyar csoport vezetőjeként irányította a kutatási és mentési munkálatokat. Az 1999-2000. évi belvízkárok után a Békés Megyei Helyreállítást és Újjáépítést Koordináló Operatív Törzs helyettes vezetőjeként tevékenykedett. 2000 áprilisában a közép-tiszai árvíznél, Tiszajenő térségében a Helyszíni Operatív Csoport vezetője volt. 2000-2009 között a Békés Megyei Katasztrófavédelmi Igazgatóságon osztályvezetőként, majd igazgató-helyettesként és igazgatóként dolgozott. 2010 júniusában a Borsod–Abaúj–Zemplén megyei árvízi veszélyhelyzetben az irányító csoport tagjaként, majd vezetőjeként vett részt a védekezésben. Ugyancsak 2010. október 6-ától Kolontáron a vörösiszap katasztrófa kezelésére létrehozott operatív törzs főnökeként vett részt a mentési, és kitelepítési feladatok végrehajtásában. Ezt követően Devecserben az Újjáépítési Kormányzati Koordinációs Központ parancsnokaként tevékenykedett. 2013-ban a dunai árvíz során a védekezést irányította Pest megyében, illetve Szigetmonostor térségében.
Nemzetközi gyakorlatokon vett részt Romániában, Szerbiában, Szlovéniában, Ukrajnában és Ausztriában.
2012–2014 között a Vas Megyei Katasztrófavédelmi Igazgatóságot vezette, 2014-ben nevezték ki dandártábornoknak. Ezt követően több mint két évig az Országos Katasztrófavédelmi Főigazgatóságon teljesített szolgálatot, mint országos iparbiztonsági főfelügyelő és hatósági főigazgató-helyettes. 2017. február 15-étől kormánymegbízott helyett eljáró főigazgatóként, 2017. június 1-jétől kormánymegbízottként, 2022. július 27-től főispánként vezeti a Békés Vármegyei Kormányhivatalt. Kezdeményezésére, és irányításával alakult meg a Békés Megyei Körös Mentőcsoport. Nevéhez fűződik az ország első két járási mentőcsoportjának létrehozása Vas megyében, ez a Kőszegi Járási Írottkő Mentőcsoport, valamint a Szombathelyi Járási Borostyánkő Mentőcsoport. Ezen kezdeményezés hatására az ország valamennyi járásában megalakultak a járási mentőcsoportok.

## Magánélete
Nős, egy gyermek édesapja.

## Kitüntetései
- Szolgálati Érdemjel arany fokozata (2010)
- Magyar Arany Érdemkereszt (2011)
- Vas Megye Önkormányzata Szolgálatáért Közbiztonsági Tagozat elismerés (2015)
- Újkígyós Város Díszpolgára (2019)
- Szarvas Városért kitüntetés (2022)
- Békés Megyéért kitüntetés (2022)

## Tudományos munkássága
2017-ben a Nemzeti Közszolgálati Egyetem berkein belül működő Záróvizsga Elnöki Kollégium tagja, 2015-2016 között óraadóként tanított a Nemzeti Közszolgálati Egyetem Katasztrófavédelmi Intézetében. Ugyanezen időszakban a Katasztrófavédelmi Tudományos Tanács tagjaként, illetve a Védelem Katasztrófavédelmi Szemle című szaklap szerkesztőbizottsági tagjaként is tevékenykedett. Tartott előadást nemzetközi és hazai tudományos konferencián, számos publikációja jelent meg a katasztrófavédelem, iparbiztonság, védelmi igazgatás témakörében szakmai lapokban. Tudományos lektora a „Veszélyes anyagokkal kapcsolatos súlyos baleset elleni védekezés I. – Veszélyes anyagok és súlyos baleseteik az iparban és a szállításban” címmel 2015-ben megjelent szakkönyvnek. 
A Békés Vármegyei Kormányhivatal 2019-ben megalakított tudományos tanácsának elnöke. Ugyanettől az évtől a Magyar Agrár- és Élettudományi Egyetem címzetes egyetemi docense. 2020 szeptembere óta a Gál Ferenc Egyetem címzetes egyetemi tanára.

## Publikációk
- Takács Á. (2015): Az iparbiztonság kialakulása és katasztrófavédelmi szerepe. „MODERNKORI VESZÉLYEK RENDÉSZETI ASPEKTUSAI” nemzetközi tudományos konferencia- PTE, 2015. 06. 25.
- Takács Á. (2015): Az iparbiztonsági hatósági intézményrendszer működtetésének tapasztalatai. „IPARBIZTONSÁGI SZAKMAI NAP 2015.” Tudományos konferencia - NKE, 2015.10.07. Konferencia kiadvány (ISBN 978-963-87837-8-3), 7-20.p.
- Takács Á. (2015): A kritikus infrastruktúra védelem hazai szabályozása. „Katasztrófavédelem 2015” Tudományos Konferencia- NKE, 2015.11.26.
- Takács Á. (2015): Gyakorlatok Békés megyében. Polgári Védelmi Szemle, 2009/1. szám 106-118.p.
- Takács Á. (2011): Vörösiszap katasztrófa - Operatív törzs a helyszínen. Védelem Katasztrófavédelmi Szemle, 2011/1. szám 45.p.
- Takács Á. (2011): Veszélyhelyzet - Kolontár kitelepítése. Védelem Katasztrófavédelmi Szemle, 2011/2. szám 48.p.
- Takács Á. (2011):– Polgári védelmi szervezetek riasztási gyakorlata. Védelem Katasztrófavédelmi Szemle, 2011/6. szám 43.p.
- Bárdos Z. – Czomba P. – Takács Á. (2011): Belterületi mentesítés – iszapbirkózás. Védelem Katasztrófavédelmi Szemle, 2011/3. szám 49.p.

## Sajtómegjelenések
- https://www.beol.hu/bekes/kek-hirek-bulvar/orsegvaltas-a-megyei-katasztrofavedelem-elen-256088/ Archiválva 2009. szeptember 12-i dátummal a Wayback Machine-ben[5]
- http://www.bekesmegye.com/bekes-megye-hirek/takacs-arpad-ami-megmarad-az-emberek-tekintete[6]
- https://www.vaol.hu/hirek/dr-takacs-arpad-uj-szakmai-kihivasok-elott-1514754/ Archiválva 2013. január 24-i dátummal a Wayback Machine-ben[7]
- http://www.ujkigyos.hu/hir/ujkigyosi-tabornok-a-vasi-katasztrofavedelem-elen[8]
- https://behir.hu/dr-takacs-arpad-tuzolto-dandartabornok-a-kormanyhivatal-uj-foigazgatoja[9]
- https://hir6.hu/cikk/140132/dr_takacs_arpad_a_regiuj_bekes_megyei_kormanymegbizott[10]
- http://www.bekesijarasok.hu/kormanyhivatali-hirek/-ujkigyos-diszpolgara-lett-dr-takacs-arpad-kormanymegbizott Archiválva 2022. szeptember 26-i dátummal a Wayback Machine-ben[11]
- http://www.kormanyhivatal.hu/hu/bekes/hirek/beliczey-terem-lett-a-kormanyhivatal-diszterme-20191213[12]
- https://www.beol.hu/helyi-kozelet/2022/08/negy-dijat-adtak-at-az-unnepi-bekes-megyei-kozgyulesen-galeriaval
- https://www.beol.hu/helyi-kozelet/2024/04/wenckheim-krisztina-grofnore-emlekeztek-galeriaval